# Ciolakova, Pazardjik
Ciolakova (în bulgară Чолакова) este un sat în comuna Velingrad, regiunea Pazardjik,  Bulgaria. 

## Demografie
Componența etnică a satului Ciolakova
     Nicio identificare (54,28%)
     Turci (39,52%)
     Altele (6,19%)
La recensământul din 2011, populația satului Ciolakova era de 210 locuitori. Nu există o etnie majoritară, locuitorii fiind  și turci (39,52%). Pentru 54,28% din locuitori nu este cunoscută apartenența etnică.